# Kiputxe
|  | Per a altres significats, vegeu «Artiómovsk». |

Kiputxe (en ucraïnès: Кипуче, en rus: Кипучее, Артёмовск, Artiómovsk) és una ciutat minera de l'óblast de Luhansk a Ucraïna, situada actualment a zona ocupada per la República Popular de Luhansk de la Rússia. Es troba a 47 km a l'est de la capital de la província, Luhansk. El 2019 tenia 7.277 habitants.

## Història
Kiputxe fou fundada el 1910 prop de l'estació de ferrocarril de Kiputxe, i en un principi es va dir Katerínovka. La localitat fou reanomenada Artioma el 1921 i posteriorment Artiómovsk el 1938. Va rebre l'estatus de ciutat el 1962.